# Ебуе Куассі
Ебуе Куассі (фр. Eboue Kouassi, нар. 13 грудня 1997) — івуарійський футболіст, півзахисник португальського клубу «Арока». Гравець олімпійської збірної Кот-д'Івуару.

## Клубна кар'єра
Народився 13 грудня 1997 року. Вихованець футбольної академії АСФА.
2014 року юного івуарійця до своїх лав запросив вірменський «Ширак», а пізніше того ж року він опинився у структурі російського  «Краснодара».
Наприкінці 2015 року, досягнувши повноліття, уклав з російським клубом свій перший професійний контракт, а у травні наступного року дебютував в іграх його головної команди в іграх російської футбольної першості.
У січні 2017 року перейшов до шотландського «Селтіка». Через високу конкуренцію у команді з Глазго протягом наступних трьох років взяв участь лише у 22 іграх усіх турнірів у її складі.
На початку 2020 року на умовах оренди перебрався до бельгійського «Генка», який за півроку викупив його контракт за 1,5 мільйони євро.

## Виступи за збірні
Протягом 2016–2017 років викликався до національної збірної Кот-д'Івуару, проте в офіційних іграх за неї не дебютував.
2021 року був включений до складу олімпійської збірної Кот-д'Івуару для участі у футбольному турнірі на тогорічних Олімпійських іграх.

## Статистика виступів

### Статистика клубних виступів
Станом на 29 травня 2020
| Сезон                 | Команда               | Чемпіонат             | Чемпіонат | Чемпіонат | Національний кубок | Національний кубок | Національний кубок | Континентальні кубки | Континентальні кубки | Континентальні кубки | Інші змагання | Інші змагання | Інші змагання | Усього | Усього |
| Сезон                 | Команда               | Ліга                  | Ігор      | Голів     | Ліга               | Ігор               | Голів              | Ліга                 | Ігор                 | Голів                | Ліга          | Ігор          | Голів         | Ігор   | Голів  |
| --------------------- | --------------------- | --------------------- | --------- | --------- | ------------------ | ------------------ | ------------------ | -------------------- | -------------------- | -------------------- | ------------- | ------------- | ------------- | ------ | ------ |
| 2015–16               | «Краснодар»           | ПЛ                    | 1         | 0         | КІ                 | 0                  | 0                  | ЛЄ                   | 0                    | 0                    | -             | -             | -             | 1      | 0      |
| 2016-січ. 2017        | «Краснодар»           | ПЛ                    | 9         | 0         | КІ                 | 0                  | 0                  | ЛЄ                   | 9                    | 1                    | -             | -             | -             | 18     | 1      |
| Усього за «Краснодар» | Усього за «Краснодар» | Усього за «Краснодар» | 10        | 0         |                    | 0                  | 0                  |                      | 9                    | 1                    |               | -             | -             | 19     | 1      |
| січ.-черв. 2017       | «Селтік»              | СП                    | 4         | 0         | СА+КЛ              | 1+0                | 0                  | ЛЧ                   | -                    | -                    | -             | -             | -             | 5      | 0      |
| 2017–18               | «Селтік»              | СП                    | 6         | 0         | СА+КЛ              | 2+1                | 0                  | ЛЧ+ЛЄ                | 1+2                  | 0                    | -             | -             | -             | 12     | 0      |
| 2018–19               | «Селтік»              | СП                    | 2         | 0         | СА+КЛ              | 0+1                | 0                  | ЛЧ+ЛЄ                | 1+1                  | 0                    | -             | -             | -             | 5      | 0      |
| Усього за «Селтік»    | Усього за «Селтік»    | Усього за «Селтік»    | 12        | 0         |                    | 5                  | 0                  |                      | 5                    | 0                    |               | -             | -             | 22     | 0      |
| січ.-черв. 2020       | «Генк»                | ПЛ                    | 4         | 0         | КБ                 | -                  | -                  | ЛЧ                   | -                    | -                    | СКБ           | -             | -             | 4      | 0      |
| Усього за кар'єру     | Усього за кар'єру     | Усього за кар'єру     | 26        | 0         |                    | 5                  | 0                  |                      | 14                   | 1                    |               | -             | -             | 45     | 1      |

## Титули і досягнення
- Чемпіон Шотландії (3):

«Селтік»: 2016-2017, 2017-2018, 2018-2019
- Володар Кубка Шотландії (3):

«Селтік»: 2016-2017, 2017-2018, 2018-2019
- Володар Кубка шотландської ліги (3):

«Селтік»: 2017-2018, 2018-2019, 2019-2020
- Володар Кубка Бельгії (1):

«Генк»: 2020-2021